# Велики Тимочки андезитски масив
Велики Тимочки андезитски масив налази се у источној Србији и представља предео богат облицима палеовулканског рељефа. Он има меридијански правац пружања, од Мајданпека на северу до Сокобањске и Књажевачке котлине на југу. Дужина масива износи преко 80 km а ширина до 22 km.
Андезитски масив настао је у прошлости изливањем огромних маса андезита и дацита у пространој потолини између планина Старице, Кучаја, Ртња и Тупижнице и долине Тимока. На овом простору вулкански рад био је интензиван још у горњој креди, када је имао карактер субмаринских ерупција а завршен је пре средњег миоцена. На период завршетка вулканског рада указује то што марински седименти средњег миоцена на овом простору нису испробијани лавичним изливима.

У рељефу масива преовлађују купаста узвишења која су поређана у низове. Јован Цвијић издвојио је три низа вулканских купа: Првулове чуке, Страхинове чуке и низ Тилва Њагре. Ови низови купа имају правац ссз-јји и стичу се у планинском масиву Црног врха који је изграђен од андезита. Између купа, у интеколинским улегнућима, нема речних токова и долина што указује да овај рељеф није ерозивног порекла. Према Јовану Цвијићу, то је примарни рељеф од вулканских ерупција. Купе ретко представљају један врх, већ се на терену издиже неколико главица. Оне се издижу око 80-180 m изнад околног терена. Од низова купа одвајају се бочне косе које чине утисак споредних кратера. Таква је бочна Меџинова чука изнад Брестовачке бање. Чука Лужуко представља комплекс андезитских главица.
Палеовулканска купа Тилва Њагра је најизразитија купа у читавој еруптивној области. Одликује се очуваном формом правог вулкана, симетричним странама и бочном, паразитском купом, Тилва Миком. Главна купа висока је 770 m а Тилва Мика 625 m.
У сливу Злотске реке, између села Злота и Брестовачке бање, налази се читав низ мањих палеовулканских купа. Најизразитије од њих су Кумастакан, јужно од планинске масе Црног врха и Крште Сатули код Злота, у подножју источног одсека планије Кучаја. Купа Кумастакан (730 m) је широка у бази око 1 km, а њена релативна висина је 250 m. Крше Сатули (432 m) се диже око 190 m изнад корита Злотске реке и има идеалну конусну форму. Идући од Црног врха ка југу јавља се читав низ мањих купа: Краку Илијон 660 m, Руђина Галоњи 653 m, Ремецова чука 524 m, Девесељ 507 m, Скорушулуј 490 m, Првулово брдо 600 m, Савачки камен 498 m итд. 
Андезитске купе пружају се и далеко на север али и југ у односу на Црни врх. Северно од Црног врха истичу се Шуш, Коруге, Купинова глава итд. док их на југу има особито на Јежевици, између Ртња и Тупижнице. Оне су мање морфолошки изразите и знатно преиначене ерозијом.